# Saint-Hilaire-la-Treille
Saint-Hilaire-la-Treille is een gemeente in het Franse departement Haute-Vienne (regio Nouvelle-Aquitaine) en telt 396 inwoners (1999). De plaats maakt deel uit van het arrondissement Bellac.

## Geografie
De oppervlakte van Saint-Hilaire-la-Treille bedraagt 28,3 km², de bevolkingsdichtheid is 14,0 inwoners per km².
De onderstaande kaart toont de ligging van Saint-Hilaire-la-Treille met de belangrijkste infrastructuur en aangrenzende gemeenten.

## Demografie
Onderstaande figuur toont het verloop van het inwonertal (bron: INSEE-tellingen).